# Монтеу-Роеро
Монтеу-Роеро (італ. Monteu Roero, п'єм. Montèj) — муніципалітет в Італії, у регіоні П'ємонт,  провінція Кунео.
Монтеу-Роеро розташоване на відстані близько 490 км на північний захід від Рима, 37 км на південний схід від Турина, 55 км на північний схід від Кунео.
Населення — 1642 особи (2014).
Покровитель — святий Миколай.

## Демографія
Населення за роками:

Станом на 1 січня 2023 року в муніципалітеті офіційно проживали 143 іноземці з 15 країн, серед них 116 громадян країн Євросоюзу та 2 громадяни України.

## Сусідні муніципалітети
- Канале
- Черезоле-Альба
- Монтальдо-Роеро
- Пралормо
- Санто-Стефано-Роеро
- Вецца-д'Альба